# Тотипотентност
Тотипотентност e биологично явление, изразяващо се в способността на някои организми да се развиват напълно от отделни части на майчинин организъм. Характерен е за растенията и някои видове животни.
Примери за тотипотентност са израстването на ново растение само от корен, когато то е било откъснато или отсечено, и развитието на нов организъм от листа, клони и други.
Процеса на образуване de novo на цял организъм от диференцирана клетка е свързан с процеса на дедиференциация, при който диференцираните клетки започват да се делят и възобновяват своето ембрионално-активно състояние. Делящите се клетки могат да останат в недиференцирано състояние образувайки калус или да навлизайки в процес на редиференциация да образуват нови тъкани, органи или цял организъм.